# Nuclear Physics

Nuclear Physics — научный журнал, посвящённый проблемам атомной и ядерной физики, публикуемый издательством Elsevier. Основан в 1956 году, в 1967 разделён на два журнала: Nuclear Physics A и Nuclear Physics B. С 1987 года издаётся серия приложений к журналу Nuclear Physics B, под названием Nuclear Physics B: Proceedings Supplements.

## Реферирование и индексирование

### Nuclear Physics A
- Current Contents/Physics, Chemical, & Earth Sciences
- Scopus
- Zentralblatt MATH

### Nuclear Physics B
- Chemical Abstracts
- Current Contents/Physics, Chemical, & Earth Sciences
- Scopus
- Zentralblatt MATH

## Примечание
1. 1 2  The ISSN portal (англ.) — Paris: ISSN International Centre, 2005. — ISSN 0029-5582
2. ↑  https://doaj.org/toc/1873-1562
3. ↑  Nuclear Physics | Vol 89, Iss 3, Pgs 481-716, (December, 1966) | ScienceDirect.com. Дата обращения: 15 февраля 2012. Архивировано 11 апреля 2012 года.
4. ↑  Nuclear Physics B - Proceedings Supplements | Vols 219–220, Pgs 1-320, (October–November, 2011) | ScienceDirect.com. Дата обращения: 15 февраля 2012. Архивировано 8 июня 2012 года.